# 10787 Ottoburkard
10787 Ottoburkard eller 1991 TL3 är en asteroid i huvudbältet som upptäcktes den 4 oktober 1991 av de båda tyska astronomen Freimut Börngen och Lutz D. Schmadel vid Tautenburg-observatoriet. Den är uppkallad efter Otto M. Burkard.
Asteroiden har en diameter på ungefär 7 kilometer.